# Сабадаш, Степан Алексеевич
Степан Алексеевич Сабадаш (укр. Степан Олексійович Сабадаш; 5 июня 1920, Ванчинец— 28 августа 2006, Киев) — украинский и советский композитор, дирижёр, хормейстер. Заслуженный деятель искусств Украинской ССР (1965), народный артист Украины (1999).

## Биография
С детства увлекался музыкой и пением. С 13 лет учился игре на скрипке у регента церковного хора. По его совету в 15 лет начал самостоятельно учиться игре на трубе и уже через полгода был принят в профессиональный сельский духовой оркестр. С 16-летнего возраста руководил этим оркестром, а в 18-летнем возрасте начал осваивать аккордеон и вскоре стал одним из лучших аккордеонистов не только Буковины, но и Румынии. Был приглашен работать на Бухарестском радио, однако отказался от этого предложения.
В 1940 году, с приходом советской власти на Буковину, поступил в Черновицкое музыкальное училище по классу аккордеона. Учитывая виртуозное исполнение произведений на вступительном экзамене, был зачислен сразу на второй курс и окончил училище за один год. В 1941—1944 годах продолжил учёбу в частной румынской консерватории Черновцов.
В 1944 году начал работать в Черновицкой филармонии, где был создан эстрадный ансамбль. Был призван в ряды Красной армии. В 1944 создал и возглавил военный оркестра из числа военнослужащих-артистов, который выступал в воинских частях 4-го Украинского фронта вплоть до 1945 года.
В 1952 вновь поступил в Черновицкое музыкальное училище — уже на хоровое и дирижёрское отделение.
Был концертмейстером Черновицкого драматического театра, руководителем вокально-инструментального ансамбля «Маричка» при Дворце культуры текстильщиков.
С 1967 работал в Киеве, где до 1980 года руководил вокально-инструментальным ансамблем при Октябрьском дворце культуры. Выступал с отчетными авторскими концертами на Украине и в республиках СССР. Был членом Музыкального фонда и Музыкального общества Украины.
Умер 28 августа 2006 в Киеве. Похоронен на Байковом кладбище.

## Творчество
Тематика музыкальных произведений композитора — патриотические, лирические и шуточные песни. Автор многочисленных обработок украинских народных песен. Автор публикаций в журналах и альманахах.

## Избранные произведения
- «Марічка» (слова М. Ткача),[2]
- «Очі волошкові» (слова А. Драгомирецкого),
- «Пісня з полонини» (1965, слова О. Пономаренко),
- «Моя Буковина», «Ромашка» (слова Леонида Курявенко),
- «Вечірня пісня» (слова Л. Забашты),
- «Дівочі мрії» (слова А. Добрянского),
- «Осінь» (слова Т. Коломиец),
- «Пісня про Лук’яна Кобилицю» (слова И. Кутеня).

Сборники:
- «Пісні та хори» (1963),
- «Пісня з полонини» (1970),
- «В смерековому гаю» (1972).